# Witold Szyfter
Witold Szyfter (ur. 27 lipca 1948) – polski lekarz laryngolog i nauczyciel akademicki. Profesor nauk medycznych. Specjalista od audiologii i otorynolaryngologii. Współorganizator i koordynator medyczny Programu Powszechnych Przesiewowych Badań Słuchu u Noworodków Uniwersytetu Medycznego w Poznaniu i WOŚP. Przewodniczący poznańskiego oddziału Polskiego Towarzystwa Otorynolaryngologów Chirurgów Głowy i Szyi. Brat prof. Krzysztofa Szyftera.

## Życiorys
Urodził się w 1948. Absolwent I Liceum Ogólnokształcącego im. Karola Marcinkowskiego w Poznaniu (matura 1966).
W 1990 na podstawie pracy habilitacyjnej pt. Metoda oznaczania progu słuchowego dla częstotliwości niskich przy użyciu odpowiedzi o średnim czasie utajania wywołanych bodźcem 40 Hz uzyskał stopień doktora habilitowanego nauk medycznych w zakresie medycyny (specjalność: otolaryngologia). 12 czerwca 1997 prezydent Aleksander Kwaśniewski nadał mu tytuł profesora nauk medycznych.
Został kierownikiem Kliniki Otolaryngologii i Onkologii Laryngologicznej Katedry Otolaryngologii, Chirurgii Głowy i Szyi oraz Onkologii Laryngologicznej Uniwersytetu Medycznego im. Karola Marcinkowskiego w Poznaniu należącej do Szpitala Klinicznego im. Heliodora Święcickiego. Został Konsultantem Krajowym Ministerstwa Zdrowia w dziedzinie Otolaryngologii. Został dziekanem nowopowstałego Wydziału Lekarskiego na Akademii Nauk Stosowanych im. Księcia Mieszka I w Poznaniu. 
W latach 1994–2009 wypromował siedmioro doktorów.
W 2010 razem z zespołem po raz pierwszy uczestniczył w Światowym Dniu Chirurgii Live. 24 lutego 2011 przeprowadził operację (usunięcia strzemiączka i zastąpienia go protezą) transmitowaną na żywo w Internecie w jakości HD. 3 czerwca 2013 w poznańskim szpitalu wszczepił tysięczny implant ślimakowy. Następnego dnia świętował 20-lecie programu wszczepiania implantów ślimakowych. Uroczystości odbyły się pod patronatem marszałka województwa wielkopolskiego Marka Woźniaka.

## Publikacje
Autor i współautor ponad 403 prac naukowych (w tym 71 zagranicznych).

## Odznaczenia i wyróżnienia
- Złoty Krzyż Zasługi (2014)[18]
- Krzyż Kawalerski Orderu Odrodzenia Polski (2015)[19]
- Tytuł Lidera Pracy Organicznej przyznany przez Towarzystwo im. Hipolita Cegielskiego (2015)[4]